# Eleocharis equisetoides
Eleocharis equisetoides là loài thực vật có hoa trong họ Cói. Loài này được (Elliott) Torr. mô tả khoa học đầu tiên năm 1836.

## Hình ảnh

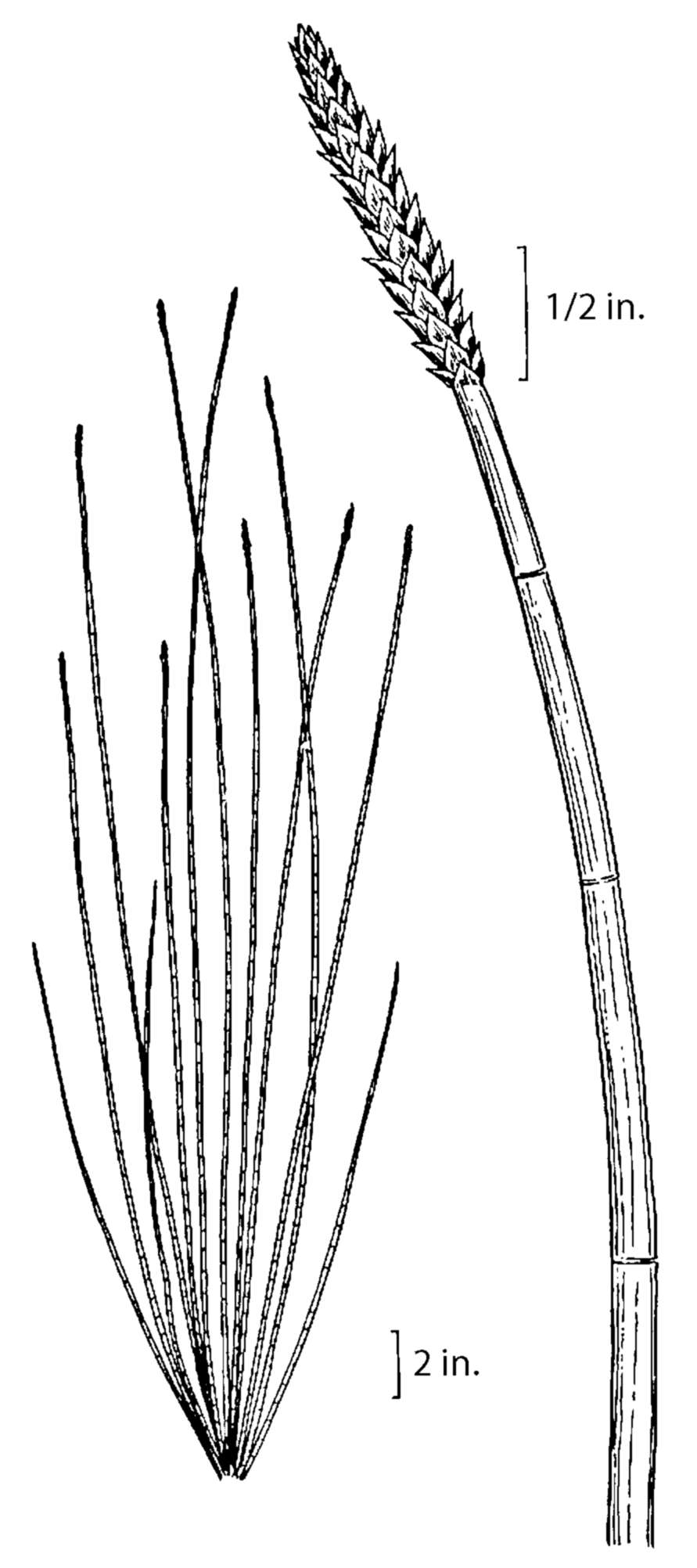